# Jan Hladík (fotbalista)
Jan Hladík (* 21. září 1993 Znojmo) je český fotbalový útočník hrající od roku 2023 za tým MFK Ružomberok, se kterým získal titul v soutěži Slovnaft Cup.  
Díky triumfu v ligovém poháru si zahrál v sezóně 2024/2025 kvalifikační předkola Evropské ligy UEFA, kde nejdříve postoupili přes tým Tobol Kostanaj, ale poté vypadli s tureckým Trabzonsporem. Slovenský tým vedený českým trenérem Ondřejem Smetanou pak dál pokračoval v kvalifikaci alespoň o účast v Konferenční lize. Tam nejdříve přešli přes Gattusem vedený chorvatský legendární Hajduk Split, ale poté nečekaně vypadli přes, nepříliš zvučnou značku, FC Noah Yerevan. V evropských pohárech odehrál český útočník 8 zápasů, a připsal si 1 gól, 2 asistence a 1 žlutou kartu.